# ميتا-تولويدين
ميتا-تولويدين هو مركب كيميائي عضوي له الصيغة الكيميائية C7H9N، ويكون على شكل سائل ؛ وهو أحد ثلاث متصاوغات بنيوية لمركب التولويدين بالإضافة إلى أورثو-تولويدين وبارا-تولويدين.

## التحضير
تحضر متصاوغان التولويدين بشكل عام من تفاعل اختزال عضوي لمركب نترو التولوين بوجود حفاز من الحديد وحمض الخليك وحمض الهيدروكلوريك (اختزال بيشامب). كما يمكن أن تتم العملية بتفاعل هدرجة على حفاز من نيكل راني.

## الخواص
يوجد ميتا-تولويدين على شكل سائل عديم اللون، ذي انحلالية ضعيفة في الماء، ويتصف بصفة قاعدية ضعيفة.

## الاستخدامات
تستخدم مركبات التولويدين في صناعة الأصبغة وفي تحضير المبيدات الحشرية.